# 于尔根·施帕瓦塞尔
于尔根·施帕瓦塞尔（德語：Jürgen Sparwasser，1948年6月4日—），德国男子足球运动员，司职中场。他曾代表东德国奥队参加1972年夏季奥林匹克运动会足球比赛，获得一枚铜牌。